# Hugo Viktor Österman
Hugo Viktor Österman (ur. 5 września 1892 w Helsinkach, zm. 17 lutego 1975) – fiński wojskowy szwedzkiego pochodzenia, generał, głównodowodzący fińskich sił zbrojnych w okresie przedwojennym, dowódca Armii Przesmyku Karelskiego podczas wojny zimowej 1939–1940, generalny inspektor piechoty, przedstawiciel fińskich sił zbrojnych przy niemieckim najwyższym dowództwie pod koniec II wojny światowej.

## Życiorys
Jego ojciec był Szwedem, a matka Finką. Hugo V. Österman uczęszczał do szwedzkiego liceum w Helsinkach. W latach 1911–1915 studiował historię na uniwersytecie w Helsinkach. W lutym 1915 r. wyjechał do Niemiec, gdzie po przeszkoleniu wojskowym wstąpił ochotniczo do pruskiej armii, jak wielu innych Finów. Służył w 27 Batalionie Jegrów. Dowodził 2 Kompanią. Doszedł do stopnia majora. Pod koniec lutego 1918 r. powrócił do Finlandii. Uczestniczył w fińskiej wojnie domowej, dowodząc 5 Batalionem Jegrów. W latach 1919–1925 sprawował dowództwo Pułku Pori, stacjonującego w Turku. Jesienią 1925 r. awansował do stopnia pułkownika. Jednocześnie został dowódcą 3 Dywizji Piechoty w Mikkeli. W latach 1927–1928 szkolił się w Szwedzkiej Akademii Wojskowej w Sztokholmie. Po powrocie do Finlandii został generalnym inspektorem fińskich jednostek lądowych. Opracował wówczas zasady taktyki i wprowadził je w życie. Jednocześnie od 1930 r. był zastępcą ministra obrony, zaś 1931 r. do lata 1932 r. gubernatorem prowincji Uusimaa. W styczniu 1933 r. w stopniu generała majora został głównodowodzącym fińskich sił zbrojnych. Współpracował blisko z przewodniczącym Rady Obrony Państwa marsz. Carlem Gustafem Mannerheimem. Po ataku ZSRR na Finlandię 30 listopada 1939 r., gen. H. V. Österman w stopniu generała porucznika objął dowodzenie Armii Przesmyku Karelskiego. Po pewnym czasie z powodu odmiennych koncepcji strategicznych popadł w konflikt z marsz. C. G. Mannerheimem i został odwołany z zajmowanej funkcji. Do końca wojny był generalnym inspektorem piechoty. W okresie pokoju międzywojennego odwiedzał kilka razy Niemcy. Był jednym z inicjatorów, choć nieformalnie, sformowania, po zaatakowaniu ZSRR przez wojska niemieckie 22 czerwca 1941 r., Ochotniczego Fińskiego Batalionu Waffen-SS. Od lutego 1944 r. pełnił funkcję przedstawiciela fińskich sił zbrojnych przy niemieckim najwyższym dowództwie. Po powrocie do Finlandii 20 lipca tego roku, ponownie został generalnym inspektorem piechoty. W grudniu 1945 r. odszedł z armii. Rozpoczął pracę jako dyrektor w Związku Zawodowym Pracowników Elektrowni, którą zakończył jesienią 1960 r. przejściem na emeryturę.